# Demorest (Géorgie)
Demorest est une ville du Comté de Habersham, dans l'État de Géorgie, aux États-Unis. Elle comptait 1 823 habitants au recensement de 2010.

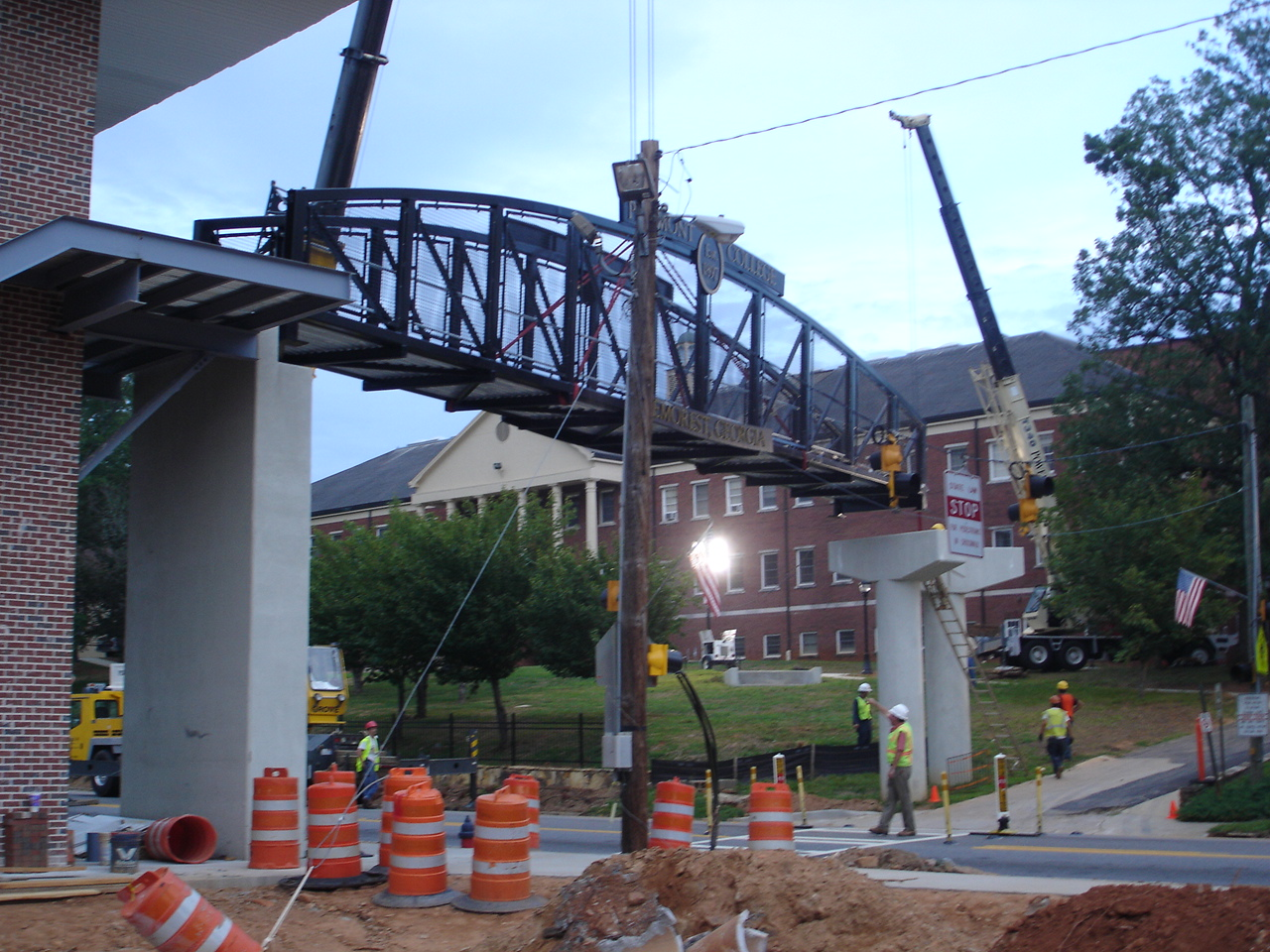
La nouvelle passerelle piétonne comporte une rampe d'un côté et un ascenseur et des escaliers de l'autre.

## Démographie
| 1890 | 1900 | 1910 | 1920 | 1930 | 1940 |
| ---- | ---- | ---- | ---- | ---- | ---- |
| 208  | 560  | 760  | 686  | 730  | 820  |

| 1950  | 1960  | 1970  | 1980  | 1990  | 2000  |
| ----- | ----- | ----- | ----- | ----- | ----- |
| 1 166 | 2 029 | 1 070 | 1 130 | 1 088 | 1 465 |

| 2010  | - | - | - | - | - |
| ----- | - | - | - | - | - |
| 1 823 | - | - | - | - | - |